# Stefan Zemła
Stefan Piotr Zemła (ur. 19 maja 1925 w Sosnowcu, zm. 12 listopada 2013 w Gliwicach) – polski inżynier budownictwa, doktor habilitowany inżynier architektury Politechniki Śląskiej.

## Życiorys
W latach 1945–1946 z ramienia Śląsko-Opolskiej Grupy Operacyjnej przy Komitecie Ekonomicznym Rady Ministrów w Katowicach pełnił funkcję pełnomocnika ds. przemysłu. W 1947 zdał eksternistycznie maturę i rozpoczął studia na Wydziale Architektury Akademii Górniczo-Hutniczej w Krakowie. W 1952 ukończył studia i rozpoczął pracę w Dziale Planów Generalnych i Transportu w Biurze Projektów Przemysłu Hutniczego BIPROHUT w Gliwicach. Od lat 60. prowadził ćwiczenia z architektury przemysłowej na Wydziale Budownictwa Przemysłowego i Ogólnego Politechniki Śląskiej w Gliwicach. W 1971 obronił pracę doktorską pt. „Optymalizacja budowlanej siatki przestrzennej hutniczego wydziału remontowego i jej wpływ na kompozycję planu generalnego”, w 1986 habilitował się na Wydziale Architektury Politechniki Krakowskiej przedstawiając rozprawę pt. „Zagospodarowanie terenu w hutnictwie żelaza”. Od 1976 do 1985 był adiunktem i docentem kontraktowym na Wydziale Budownictwa Politechniki Częstochowskiej, w 1987 zrezygnował z pracy w BIPROHUCIE i poświęcił całkowicie pracy pedagogicznej. Od 1994 przez rok był profesorem nadzwyczajnym w Instytucie Architektury i Urbanistyki Politechniki Łódzkiej. Stefan Zemła był członkiem SARP i Komisji Urbanistyki i Architektury Polskiej Akademii Nauk, Oddział Katowice, zasiadał też w Komisji Historii i Ochrony Zabytków Hutnictwa przy Zarządzie Hutnictwa SITPH Oddział Katowice.
Pochowany na Cmentarzu Centralnym w Gliwicach.

## Odznaczenia
- Odznaka 1000-lecia Państwa Polskiego (1966);
- Srebrny Krzyż Zasługi (1973);
- Krzyż Kawalerski Orderu Odrodzenia Polski (1976);
- Medal Komisji Edukacji Narodowej (1995);
- Złota Odznaka NOT (2002);
- Krzyż Oficerski Orderu Odrodzenia Polski.